# Сьодзьо (школярка)

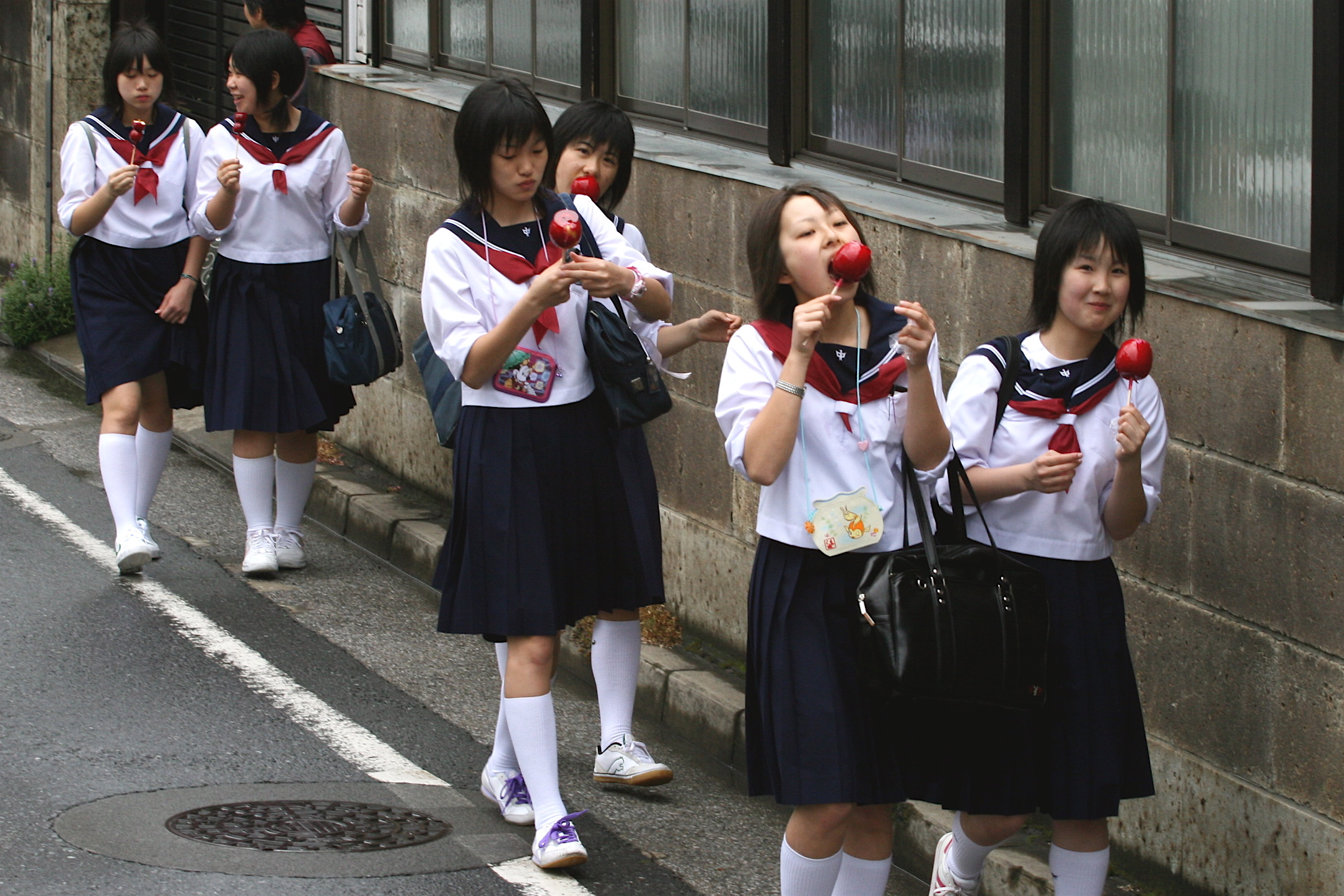
Японські школярки

Сьодзьо (яп. 少女) — японський термін для позначення школярок у віці від 12 до 17 років. Починаючи зі свого появи в епоху Мейдзі сьодзьо не тільки сформували нову демографічну групу, але і власну субкультуру (少女 文化). Їхній спосіб тісно асоціювався з модернізацією Японії на початку XX століття, а в другій половині того ж століття їх соціальна активність помітно зросла: вони стали законодавцями моди. Тренди, сформовані в їх субкультурі, вийшли не тільки за межі цієї групи, а й самої Японії.